# Baton Rouge
Baton Rouge é a capital do estado norte-americano da Luisiana e sede da paróquia de East Baton Rouge. Foi fundada em 1699 e incorporada em 1817.
Com mais de 227 mil habitantes, de acordo com o censo nacional de 2020, é a segunda cidade mais populosa do estado e a 99ª mais populosa do país.
O nome da cidade foi-lhe dado pelos franceses, primeiros colonizadores europeus desta região, e parece estar relacionada com um poste vermelho que os habitantes indígenas da área ali teriam como marca da sua ocupação.
Baton Rouge encontra-se na margem oriental do rio Mississippi, para onde correm numerosos bayous, ou ribeiros lentos que podem formar pântanos. A cidade localiza-se 128 quilômetros distante do Golfo do México e possui um clima subtropical. Desastres naturais não são comuns na cidade; terremotos e tornados são raros na região e enchentes não são perigosas devido ao fato que as regiões mais povoadas da cidade estejam localizadas em morros, e embora furacões costumam abater-se sobre a região, estes costumam perder muito de sua força ao atingir a cidade.
Na cidade existem duas das principais universidades do estado: a Louisiana State University e a Southern University, esta última uma universidade historicamente negra.

## Geografia
De acordo com o Departamento do Censo dos Estados Unidos, a cidade tem uma área de 229,3 km², dos quais 223,6 km² estão cobertos por terra e 5,7 km² (xxx%) por água.

## Demografia
Desde 1900, o crescimento populacional médio, a cada dez anos, é de 38,4%. Baton Rouge tem sido, historicamente, a segunda cidade mais populosa do estado. Porém, a evacuação de muito dos habitantes de New Orleans após o Furacão Katrina, em 2005, fez de Baton Rouge a cidade mais populosa. Com o Furacão Katrina, a população de Baton Rouge - bem como a paróquia onde a cidade se localiza - quase duplicou, por causa dos "refugiados" de New Orleans. Em 1980, a população da cidade era de 219 486 habitantes, e em 1990, de 219 mil habitantes.

### Censo 2020
De acordo com o censo nacional de 2020, a sua população é de 227 470 habitantes e sua densidade populacional é de 1 017,5 hab/km². Houve um decréscimo populacional na última década de -0,9%, abaixo do crescimento estadual de 2,7%. Continua a ser segunda cidade mais populosa do estado, porém perdeu algumas posições em relação ao censo anterior e passou a ser a 99ª cidade mais populosa do país. É o centro de uma região metropolitana de 870 569 habitantes.
Possui 105 272 residências que resulta em uma densidade de 470,9 residências/km² e um aumento de 4,4% em relação ao censo anterior. Deste total, 13,5% das unidades habitacionais estão desocupadas. A média de ocupação é de 2,5 pessoas por residência.

### Censo 2010
Segundo o censo nacional de 2010, a sua população era de 229 493 habitantes e sua densidade populacional de 999,5 hab/km². A cidade possuía 100 801 residências que resultava em uma densidade de 505,8 residências/km².

## Marcos históricos
O Registro Nacional de Lugares Históricos lista 80 marcos históricos em Baton Rouge, dos quais três são Marcos Históricos Nacionais. O primeiro marco foi designado em 7 de setembro de 1972 e o mais recente em 8 de abril de 2021, a Kenneth C. and Carolyn B. Landry House.